# Колодиевка (Хмельницкая область)
Колодиевка (укр. Колодіївка) — село в Каменец-Подольском районе Хмельницкой области Украины.
Население по переписи 2001 года составляло 1042 человека. Почтовый индекс — 32398. Телефонный код — 3849. Занимает площадь 4,082 км².

## Местный совет
32398, Хмельницкая обл., Каменец-Подольский р-н, с. Колодиевка